# Transatlantic (opera)
Transatlantic (även med titeln The People's Choice) är en Grand Opéra i tre akter med musik och libretto av George Antheil. Den hade premiär i Frankfurt am Main 25 maj 1930. Trots att verket var en kritikerframgång framfördes den endast sex gånger och uppfördes aldrig mer under Antheils levnad.
Den har senare uppförts 1998 av Minnesota Opera och 2002 av Schleswig-Holstein Landestheater i Flensburg, Tyskland.
Verket är skrivet för stor orkester och kör.

## Handling
Handlingen är en politisk satir i vilken en korrumperad amerikansk oljebaron (Ajax) rekryterar en karismatisk, entusiastisk, samarbetsvillig man (Hector Jackson) att ställa upp i  presidentvalet. Ajax anställer en förförerska (Helen) för att motivera Hector än mera men Helen blir förälskad. I ett försök att få kontroll över situationen tvingar Ajax Helen att gifta sig med en gigolo (Jason). Fler komplikationer uppstår när kampanjchefen (Leo) också faller för Helen och försnillar 1 miljon dollar från Ajaxs fonder för att köpa en diamant till henne. Den amerikanska publiken blir tillräckligt hänförd av Hector för att rösta på honom.